# Tomasz Makowski
Tomasz Artur Makowski [ˈtɔmaʃ ˈartur maˈkɔfsci] (nacido en 1970) - bibliotecario e historiador, director general de la Biblioteca Nacional de Polonia, presidente del Consejo Nacional de Bibliotecas (Krajowa Rada Biblioteczna, National Council for Libraries), jefe del Consejo del Fondo Nacional de las Colecciones de Bibliotecas (Rada ds. Narodowego Zasobu Bibliotecznego, National Reserve of Library Collections Committee) y jefe del Comité de Digitalización del Ministerio de Cultura y Patrimonio Nacional. 

## Biografía
Ha trabajado en la Biblioteca Nacional desde 1994. Antes de asumir el cargo de director general en 2007, fue director general Adjunto y Director de Investigación, así como jefe del Departamento de las Colecciones Especiales. 
Es miembro de juntas directivas de un gran número de organizaciones e instituciones en Polonia y en el extranjero, incluyendo la junta de la Biblioteca Europea (The European Library, TEL), el Comité Nacional de la Memoria del Mundo de la UNESCO, el Consejo de Archivos de la Dirección General de Archivos del Estado, el Consejo de Programa del Instituto del Libro (Polish Book Insitute, Instytut Książki), el Consejo de Programa del Instituto Fryderyk Chopin (NIFC), el Comité Editorial de la revista "Polish Libraries", Consejo del Museo Nacional de Cracovia, el Consejo del Museo de Literatura y el Consejo del Museo del Parque Real “Łazienki Królewskie” de Varsovia. 
En 2001 obtuvo el grado de Doctor en Humanidades en historia por la tesis titulada Biblioteca de Jan Zamoyski – Canciller y Gran Hetman de la Corona (1542-1605). Es profesor asistente de la Universidad Cardenal Stefan Wyszynski (UKSW) en Varsovia.
En 2005 fue comisario de la primera exposición monográfica sobre la Biblioteca Zamoyski. 
Autor de tres libros (1996, 1998, 2005) y varios artículos. 
Se especializa en la historia de las bibliotecas y el estudio de los manuscritos.